# Арланда-Північне (станція)
59°39′05″ пн. ш. 17°55′50″ сх. д. / 59.6514° пн. ш. 17.9305° сх. д.
Арланда-Північне (швед. Arlanda norra station) — залізнична станція на лінії Арланда, що обслуговує аеропорт Стокгольм-Арланда в Швеції. 
Станція є однією з двох станцій в аеропорту, що обслуговує Arlanda Express, інша — Арланда-Південне. 
Станція розташована у тунелі під аеропортом і обслуговується 4-5 поїздами на годину. 
Станція обслуговує термінал 5 аеропорту. 
Станція розташована за 39 км від станції Стокгольм-Центральний. 

## Конструкція станції
Колонна станція мілкого закладення з однією прямою острівною платформою.

## Трафік
Станцію обслуговує лише «Arlanda Express», спеціалізоване залізничне сполучення з аеропортом, що сполучає аеропорт зі станцією Стокгольм-Центральний. 
Зазвичай потяг курсує чотири рази на годину, але в години пік цей показник збільшується до п’яти разів на годину. 
Час у дорозі до Стокгольм-Центральний 20 хвилин. 
 
Стандартна ціна квитка в один бік становить 299 шведських крон, хоча надаються знижки для дітей, студентів, пенсіонерів, у спеціальні дні подорожі та для поїздок туди й назад за певних умов. 

«Arlanda Express» управляється «A-Train», дочірньою компанією Macquarie Group. 

Лінію обслуговують швидкісні потяги X3. 

Крім того, регіональні та міжміські поїзди курсують до станції Арланда-Центральне.